# Makary (Darski)
Makary, imię świeckie Michaił Fiodorowicz Darski (ur. 1842, zm. 26 sierpnia?/7 września 1897) – rosyjski biskup prawosławny.

## Życiorys
Był synem kapłana prawosławnego służącego w eparchii tulskiej. Wykształcenie teologiczne uzyskał w seminarium duchownym w Tule (dyplom w 1864), zaś w 1868 ukończył Moskiewską Akademię Duchowną, tytuł kandydata nauk teologicznych uzyskał trzy lata później. Był już wtedy kapłanem. W latach 1868–1869 pracował jako katecheta w gimnazjum męskim w Irkucku, następnie pełnił różne funkcje w eparchii irkuckiej, m.in. uczył łaciny w gimnazjum męskim, katechezy w gimnazjum żeńskim. Od 1880 do 1881 pracował jako nadzorca niższej szkoły duchownej w Irkucku.
27 lutego 1881 złożył wieczyste śluby mnisze, zaś 7 sierpnia tego samego roku otrzymał godność archimandryty. Od tego samego roku był naczelnikiem misji prawosławnej w Irkucku, zajmującej się ewangelizacją rdzennych mieszkańców Syberii. Od 1882 zasiadał w konsystorzu eparchii irkuckiej (jako członek nadetatowy). Dwa lata później, 9 października 1883, przyjął w Irkucku chirotonię na biskupa kirieńskiego, wikariusza eparchii irkuckiej. Od sierpnia tego samego roku był także przełożonym monasteru Wniebowstąpienia Pańskiego w Irkucku.
W 1889 jego tytuł uległ zmianie na biskup selengiński. Od 1892 był ordynariuszem eparchii kamczackiej, kurylskiej i błagowieszczeńskiej. Cieszył się znacznym szacunkiem wiernych. W eparchii kamczackiej zainicjował wydawanie pierwszego prawosławnego pisma w regionie – „Kamczatskich jeparchijalnych wiedomosti”. Otworzył dwie nowe szkoły cerkiewno-parafialnej w Błagowieszczeńsku. Zmarł pięć lat po objęciu katedry wskutek przeziębienia, jakiego nabawił się podczas objazdu eparchii. Został pochowany w soborze katedralnym w Błagowieszczeńsku.